# Vladimir (namn)

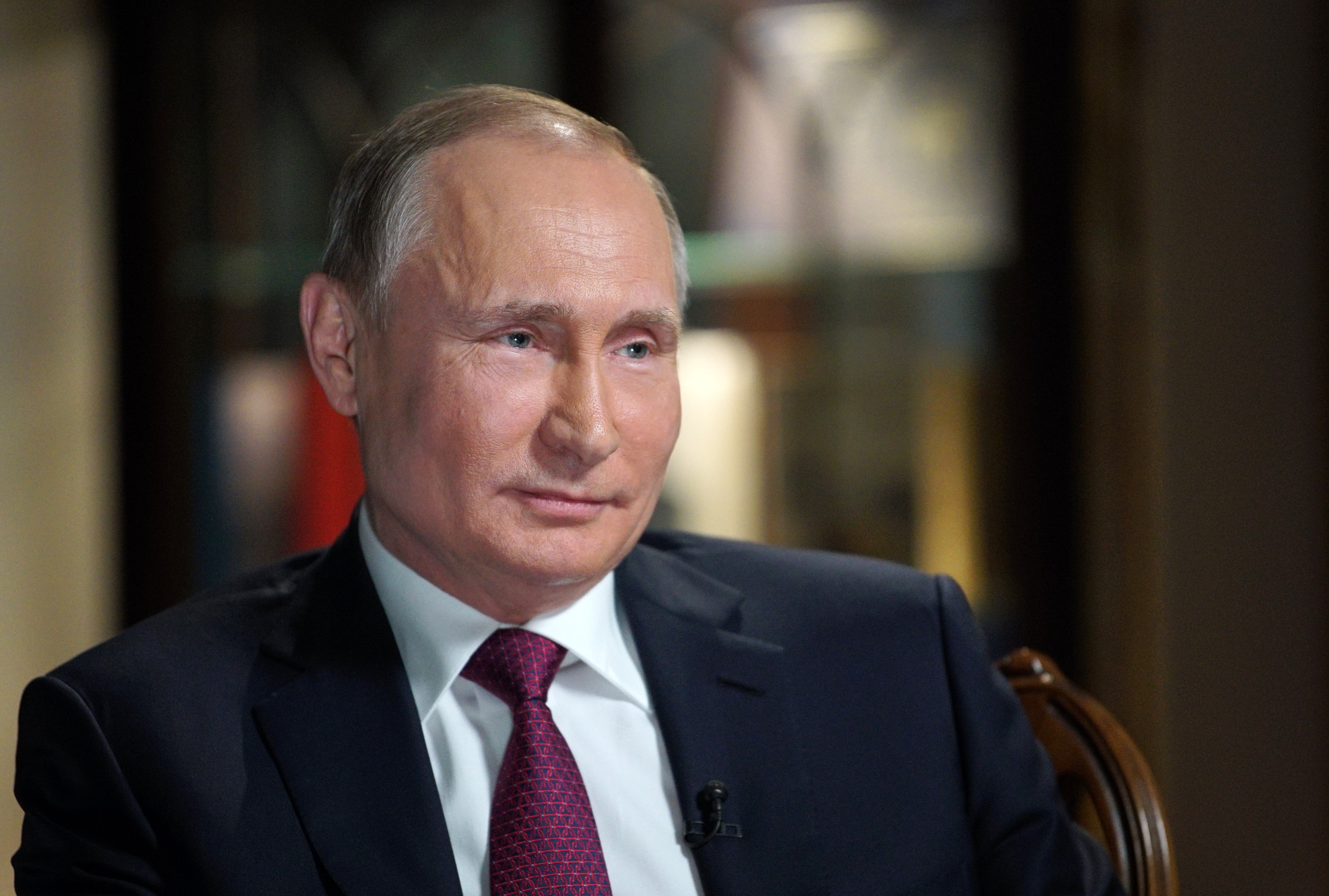
Rysslands president Vladimir Putin

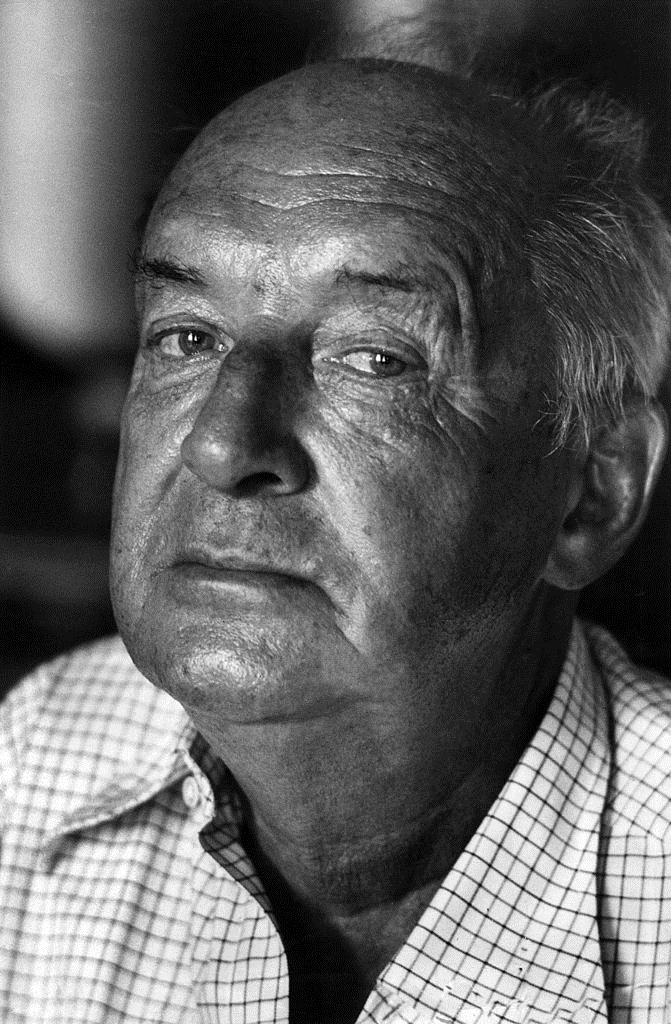
Vladimir Nabokov, 1973.

Vladimir är ett vanligt slaviskt mansnamn, främst i Ryssland. Den vanliga diminutivformen är Volodja. Namnet är besläktat med svenska Valdemar.

## Personer med namnet Vladimir
- Vladimir I av Kiev, en storfurste av Kiev –1015
- Vladimir Lenin, grundare av leninismen 1870–1924
- Vladimir II Monomach, en furste 1053–1125
- Vladimir Mstislavitj
- Vladimir III Mstislavitj, en storfurste av Kiev
- Vladimir III Rurikovitj
- Vladimir Akopjan, en armenisk schackspelare
- Vladimir Alikin, en sovjetrysk skidskytt
- Vladimir Asjkenazi, en rysk pianist och dirigent
- Vladimir Balthasar, en tjeckisk naturforskare
- Vladimir Barskij, en sovjetisk skådespelare, regissör och manusförfattare
- Vladimir av Bulgarien, en härskare över Bulgarien 889–893
- Vladimir Cruz, en kubansk skådespelare
- Vladimir Denisov (fäktare), en sovjetisk fäktare
- Vladimir Denisov (ishockeyspelare), en vitrysk ishockeyspelare
- Vladimír Darida, en tjeckisk fotbollsspelare
- Vladimir Jesjejev, en rysk bågskytt
- Vladimir Kanajkin, en rysk gångare
- Vladimir Kiselev, en rysk längdåkare och skidskytt
- Vladimir Kirillovitj av Ryssland, pretendent till titeln som rysk tsar
- Wladimir Klitschko, en ukrainsk boxare
- Vladimir Komarov, en sovjetisk kosmonaut
- Vladimir Kononov, en rysk längdåkare
- Vladimir Kovalevskij, en rysk paleontolog
- Vladimir Ladotja, en rysk kanotist
- Vladimir Leontjevitj Komarov, en rysk-sovjetisk fykolog
- Vladimir Levensjtejn, en rysk matematiker
- Vladimir Losskij, en rysk teolog
- Vladimir Majakovskij, en rysk författare, poet och bildkonstnär 1893–1930
- Vladimir Michailovitj Bechterev, en rysk psykiatriker
- Vladimir Nabokov, en rysk-amerikansk författare och entomolog
- Vladimir Nemirovitj-Dantjenko, en rysk publicist och dramaturg
- Vladimir Oravsky, en svensk författare
- Vladimir Petković, en kroatisk-bosnisk fotbollsspelare
- Vladimir Putin, född 1952, rysk politiker
- Vladimir Podany, före detta medlem i bandet Divlje Jagode
- Vladimir Rodić, serbisk-montenegrinsk fotbollsspelare
- Vladimír Růžička, en tjeckisk ishockeytränare och ishockeyspelare
- Vladimir Semitjastnyj, en rysk politiker
- Vladimir Martynovitj Smirnov (1876–1952), lektor, revolutionär och diplomat
- Vladimir Michajlovitj Smirnov (1887–1937), rysk kommunist och sovjetisk politiker
- Vladimir Ivanovitj Smirnov (1887–1974), rysk och sovjetisk matematiker
- Vladimir Michailovitj Smirnov (född 1964), längdskidåkare
- Vladimir Alexejevitj Smirnov (född 1957), rysk affärsman
- Vladimir Igorevitj Smirnov (född 1961), företagare i Transnistrien
- Vladimir Viktorovitj Smirnov (1954–1982), fäktare och sovjetisk olympier 1980
- Vladimir Smirnov (cyklist) (1978–), litauisk tävlingscyklist
- Vladimir Solovjov, en rysk filosof och poet
- Vladimir Suchomlinov, en rysk militär
- Vladimir Tobias, en rysk entomolog
- Vladimir Vysotskij, en rysk skådespelare, sångare och poet 1938–1980
- Vladimir Vojnovitj, en sovjetisk och rysk författare
- Vladimir Zjirinovskij, en rysk politiker